# Крекер, Яков
Я́ков Кре́кер (иногда Якоб Крёкер, нем. Jakob Kroeker; 31 октября (12 ноября) 1872, Долиновка — 12 декабря 1948, Мюльхаузен, Штутгарт) — русско-немецкий богослов-меннонит, проповедовавший в основном на юге Российской империи и СССР, соучредитель и директор (до начала Второй мировой войны) миссии «Свет на Востоке»; поэт и автор песен.

## Биография
Якоб Крекер родился в Херсонской губернии в меннонитской колонии. После переезда в 1881 году с родителями в Крым в меннонитское село Спат, недалеко от Симферополя, он учился (1885—1891) в частной школе в Симферополе. Яков с детства чувствовал себя христианином[уточнить].
В 1894 году он женился на Анне Лангеманн и вместе с ней отправился в Гамбург, где поступил учиться в Гамбургскую баптистскую семинарию, созданную Иоганном Онкеном. Через четыре года, по окончании семинарии, вернулся в Россию.
В 1903 году брат Якова, Абраам Крекер стал одним из совладельцев христианского издательства «Радуга» в немецкой меннонитской колонии Гальбштадт (ныне город Молочанск) на Украине. В том же году братья начали выпускать церковную газету братских меннонитов Friedensstimme («Голос мира»). Правда, первоначально она из-за царской цензуры печаталась в Берлине. Только в январе 1906 года она стала выходить в Гальбштадте, благодаря тому, что в 1905 году на фоне разгорающейся революции вышел царский манифест «Об укреплении начал веротерпимости» и ряд других законодательных актов, ослабивших религиозную дискриминацию. Яков активно участвовал в работе издательства, выпускавшего большое количество христианских книг, брошюр, календарей и другой литературы на немецком, а затем, благодаря сотрудничеству с Иваном Прохановым, и на русском языке.
Яков сблизился с представителями Всемирного евангелического альянса, в частности, большое влияние на него оказал Бедекер. В 1910 году Яков Крекер переехал в Германию, в город Вернигероде, где позднее вместе с Вальтером Жаком основал миссию «Свет на Востоке», ориентированную на евангелизацию русскоязычных. В частности, миссия вела активную евангелизацию среди русскоязычных военнопленных Первой мировой войны. По настоянию Крекера, миссия принципиально отказалась от основания новых религиозных организаций, направив всю свою деятельность на поддержку уже существующих.
Одним из известных проповедников, которому миссия оказывала широкую поддержку, был Владимир Марцинковский, высланный из Советской России в Европу. После вынужденной эмиграции из СССР Ивана Проханова, Яков Крекер и Вальтер Жак в составе миссии помогали ему. Из русскоязычных христиан-эмигрантов Проханов начал создавать Всемирный союз евангельских христиан, посвятив этому последние годы жизни. В опубликованном после смерти Проханова «Общем завещании» содержалось указание после создания Всемирного союза евангельских христиан поставить председателем и заместителем Якова Крекера и Вальтера Жака.
После окончания Второй мировой войны и разделения Германии семье Крекер пришлось покинуть Вернигероде, потому что город находился в советской зоне. Семья переехала в Мюльхаузен (Штутгарт), где вскоре после этого Яков тяжело заболел. Умер в 1948 году. Некоторые из их детей эмигрировали в Канаду, в то время как жена и некоторые дети остались в Германии . На могиле Якова высечены слова: «Не имеем здесь постоянного града, но ищем будущего» (Евр. 13:14).

## Работы
Помимо миссионерского служения, Крекер известен как богослов, специалист по Ветхому Завету. Зрелым плодом его исследовательской работы является серия Das Lebendige Wort, включающая 14 томов примерно по 400 страниц каждая . Другими известными работами стали Allein mit dem Meister; Der verborgene Umgang mit Gott; Gottes Segensträger; Licht von seinem Lichte; Verhüllte Segenswege des Glaubens; Weltstaat und Gottesreich; Vom Heimweh der Seele. Его Römerbrief-Kommentar Kapitel I-8, Ein Handkommentar был опубликован уже после смерти в 1949 году. Некоторые книги неоднократно переиздавались. Кроме того, Крекер выступал на многих библейских конференциях и был признанным в протестантском мире богословом .
- Allein mit dem Meister. Evangelische Buchhandlung P. Ott, Gotha 1912.
- Das Wachstum des Glaubens. Koezle, Chemnitz 1913.
- Verhüllte Segenswege des Glaubens. Ott, Gotha 1914.
- Gottgeweihte Segensträger. Ott, Gotha 1917.
- Vom Heimweh der Seele: Glaubenszeugnisse aus der alttestamentlichen Psalmenliteratur (Übers. u. erl. von J. Kroeker). 2. Aufl., Koezle, Chemnitz 1920.
- Die Sehnsucht des Ostens. Verlag Licht dem Osten, Wernigerode 1920.
- Glaubenskämpfe. G. Koezle, Wernigerode 1921.

## Семья
В 1894 году Яков Крекер женился на Анне Лангеманн. В их браке родилось 11 детей.